# ویلا دی بریانو
ویلا دی بریانو (به ایتالیایی: Villa di Briano) یک کومونه در ایتالیا است که در استان کسرتا واقع شده‌است. ویلا دی بریانو ۸٫۵ کیلومتر مربع مساحت و ۷٬۰۲۴ نفر جمعیت دارد و ۶۸ متر بالاتر از سطح دریا واقع شده‌است.